# Antagonista H2

Cimetidina, el prototipo de los antagonistas de los receptores para la H_{2}.

Un inhibidor de los receptores H2 de la histamina o antagonista H2 es un medicamento usado para el bloqueo de las acciones de la histamina a nivel de los receptores de histamina H2 encontrados sobre las células parietales en el estómago, conllevando a una disminución en la producción de ácido del jugo gástrico. Son medicamentos indicados en el tratamiento de la dispepsia, aunque su uso ha disminuido desde la aparición de los más efectivos inhibidores de la bomba de protones. Al igual que los antagonistas de los receptores H1, estas sustancias son antagonistas de los receptores histamínicos, es decir, al unirse competitivamente al receptor, causa que este no ejerza sus funciones normales.

## Historia
Son probablemente los fármacos de más intenso, pero más corto recorrido. Desde su presentación al mercado en los años 1970, hasta los años 1990, los antagonistas H2 fueron los medicamentos más prescritos en el mundo. Desde el descubrimiento del papel del Helicobacter pylori en la producción de úlceras pépticas, el uso de antibióticos y de inhibidores de la bomba de protones, el uso de los antagonistas H2 ha disminuido considerablemente y actualmente es ínfimo.[cita requerida]

## Mecanismo de acción
Los antagonistas H2 suprimen la secreción de ácido clorhídrico producido por las células parietales del estómago. Sus funciones ocurren al bloquear la unión de la histamina, liberadas por las células ECL estomacales, con el receptor H2 de la célula parietal, impidiendo la secreción de HCl. Por otro mecanismo, ciertas sustancias que promueven la secreción de HCl, como la gastrina y la acetilcolina, tienen un efecto reducido cuando se bloquean los receptores H2.

## Farmacología
Se prescriben cuatro antagonistas H2 en el uso clínico, la cimetidina, ranitidina, famotidina y nizatidina. Recientemente, se ha aprobado en algunos países la administración de la lafutidina como antihistamínico antagaonista H2. Los cuatro agentes se absorben rápidamente en el intestino y, con la excepción de la nizatidina, pasan por un metabolismo de primer paso hepático, lo que resulta en una biodisponibilidad cercano a un 50%. Al tener poco metabolismo hepático, la nizatidina tiene una biodisponibilidad cercana al 100%. La vida media de los cuatro agentes está entre 1 y 4 horas y la duración de su efecto depende de la dosis administrada. Los antagonistas H2 se eliminan por una combinación de procesos metabólicos del hígado, la filtración glomerular y la secreción tubular de los riñones. Para pacientes con insuficiencia renal y hepática, se debe regular la dosis.

### Reacciones adversas
Los antagonistas H2 son bien toleradas y las reacciones adversas o efectos secundarios se ven en aproximadamente un 3% de los usuarios, e incluyen diarrea, dolor de cabeza, fatiga, mialgias, y estreñimiento. Con menos frecuencia producen hipotensión arterial. No se han reportado efectos adversos en el feto, pero se sabe que los antagonistas H2 cruzan la placenta y se secretan en la leche materna, de modo que deben ser usados en el embarazo y durante la lactancia solo bajo supervisión médica.

### Interacciones medicamentosas
Los antagonistas H2, en especial la cimetidina, interfiere con algunos de los mecanismos del cuerpo para el metabolismo y la eliminación de los medicamentos que usan la vía hepática del citocromo P450. Específicamente, la cimetidina interfiere con las enzimas CYP1A2, CYP2C9, CYP2C19, CYP2D6, CYP2E1, y CYP3A4. Al reducir la capacidad de metabolizar ciertos medicamentos que dependen de estas enzimas, la cimetidina produce un aumento en sus concentraciones en el plasma sanguíneo, incluso a niveles tóxicos. Algunas de las drogas afectadas son la warfarina, teofilina, fenitoína, lidocaína, quinidina, propranolol, labetalol, metoprolol, antidepresivos tricíclicos, algunas de las benzodiazepinas, los bloqueadores de los canales de calcio del grupo de las dihidropiridinas, sulfonilureas, metronidazol y algunas drogas de uso social como el etanol (alcohol) y el MDMA. Los antagonistas H2 más recientes, como la famotidina, tienen menos interacción con el metabolismo del citocromo P450.

## Indicaciones
Los antagonistas H2 se usan en la medicina clínica para el tratamiento de condiciones gastrointestinales relacionado con la producción de ácido. Algunos de los trastornos para los que se indican los antagonistas H2 son:
- Úlcera péptica
- Reflujo gastroesofágico
- Dispepsia
- Úlceras por estrés y su profilaxis

En pacientes con acidez estomacal infrecuente (menos de 3 veces por semana), pueden tomar antiácidos o un antagonista H2 para el alivio sintomático. Los antiácidos toman menos tiempo en lograr su efecto que los antagonistas H2. Por su parte, la ventaja de los antagonistas H2 es la extensión de la duración de su efecto (6–10 horas vs 1–2 horas de los antiácidos), mayor efectividad y el poder ser administrado antes de los alimentos, reduce la ocurrencia de agruras. Para casos de esofagitis erosiva, se indican inhibidores de la bomba de protones, pues se ha demostrado que son más efectivos que los antagonistas H2 terapéuticamente.